# Breakout (gra komputerowa)

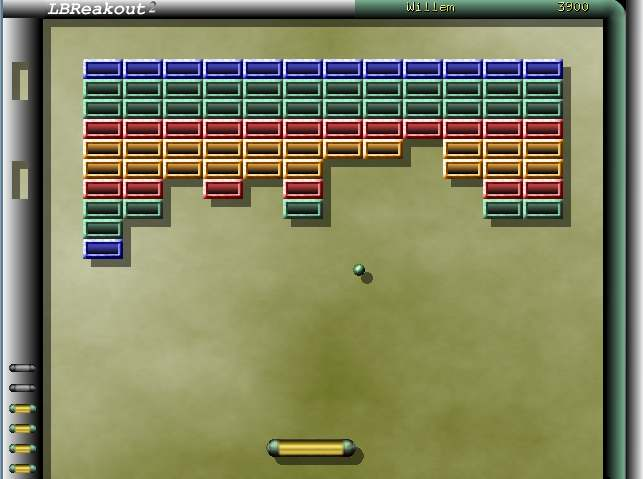
Zrzut ekranu z serii gier "Breakout" LBreakout2.

Breakout – komputerowa gra zręcznościowa wyprodukowana i wydana przez Atari 13 maja 1976 na automaty do gier. W późniejszych latach gra doczekała się portów na konsole domowe, stworzono także ulepszone edycje takie jak Super Breakout i Breakout 2000.

## Rozgrywka
Breakout rozpoczyna się z ośmioma rzędami „cegiełek” w czterech różnych kolorach – od dołu: żółte, zielone, pomarańczowe i czerwone. Gracz kontrolujący paletkę poruszającą się poziomo po dole ekranu przy pomocy piłki musi zniszczyć jak najwięcej cegiełek, jeśli gracz nie zdoła utrzymać piłki na ekranie to traci on jedno życie. Gra składa się z dwóch rund, po ich przejściu piłka porusza się w nieskończoność na pustym ekranie dopóki gracz nie straci żyć, lub nie rozpocznie nowej gry. Paletka zmniejsza się o połowę gdy piłka uderzy w górną ścianę ponad cegiełkami.

## Późniejsze wersje
Oryginalna automatowa wersja gry została oficjalnie przeniesiona na konsole domowe Atari 2600, Atari 5200 i Video Pinball.

### Super Breakout
Sukces gry zaowocował powstaniem gry Super Breakout w 1978 roku. Gra pod względem oprawy audiowizualnej jak i pod względem mechaniki jest bardzo podobna do oryginału, gra posiada trzy nowe, bardziej zaawansowane tryby gry: „Double”, „Cavity” i „Progressive”. Gra bazuje na chipie MOS 6502, tytuł ten może być emulowany przez emulator MAME. Super Breakout znajduje się także na wielu różnych kompilacjach stworzonych przez Atari, jak i w kompilacjach innych producentów.

### Breakout 2000
Na konsolę Atari Jaguar powstała gra pod tytułem Breakout 2000. Mechanika rozgrywki pozostawała taka sama jak w oryginale z tym, że cała akcja gry rozgrywała się na trójwymiarowej planszy. Gra posiada system power-upów, podobny do tego z gry Arkanoid.

### Breakout na PC i PlayStation
Na PC i PlayStation powstała gra pod tytułem Breakout, była to dostosowana do ówczesnych standardów wersja oryginału z automatów do gry: posiada grafikę 3D, zaawansowaną fizykę piłki, a także wiele różnorodnych poziomów ze zmiennym środowiskiem otoczenia.

### Breakout Boost
W 2011 roku firma Atari wydała na telefony komórkowe grę Breakout Boost. Gra posiadała system ulepszeń a także różne rodzaje cegiełek (np. wybuchające).

## Klony Breakouta
Od pojawienia się oryginalnego Breakouta powstało wiele gier, które korzystają z podobnej mechaniki rozgrywki, te gry znane są jako klony Breakouta. Do tego rodzaju gier należą między innymi:
- Gra firmy Atari Super Breakout, która jest remakiem oryginału
- Arkanoid firmy Taito
- Quester firmy Namco
- Wiele gier na telefony komórkowe np. gra Brick Breaker
- Brickmania na system Rockbox.
- Alleyway firmy Nintendo z 1989 roku na Game Boya.
- Gra Block Buster na konsolę Microvision
- Dodatkowy poziom z gry Pinball na Nintendo Entertainment System, który przypomina grę Breakout.
- Gra Bebop z lat dziewięćdziesiątych.
- Mini-gra w Major Havoc, w którą gra się przed rozpoczęciem poziomu.
- Późniejsze wersje Turbo Pascala zawierają Breakouta, jako jeden z przykładowych projektów.
- Mini-gra w Sonic the Hedgehog
- Gra Peggle to kombinacja mechaniki pachinko i Breakouta.
- Hardball na Palm OS.
- Thro' the wall napisana w języku BASIC.
- Gra Smashing firmy Miniclip
- Gra Shatter firmy Sidhe Interactive na PC z 2009 roku.
- Gra Wizord z 2011 roku łączy breakouta i grę w stylu RPG.
- Na New Nintendo 3DS znajduje się ukryty klon Breakouta[4].